# Butantã (métro de São Paulo)
Butantã (en portugais : Estação Butantã) est une station de la ligne 4 - Jaune du métro de São Paulo. Elle est accessible par l'avenue Vital Brasil et la rue Pirajussara dans le quartier de Butantã, à São Paulo au Brésil.
La station est mise en service en 2011 par le métro de São Paulo. Elle est exploitée par le concessionnaire ViaQuatro.

## Situation sur le réseau

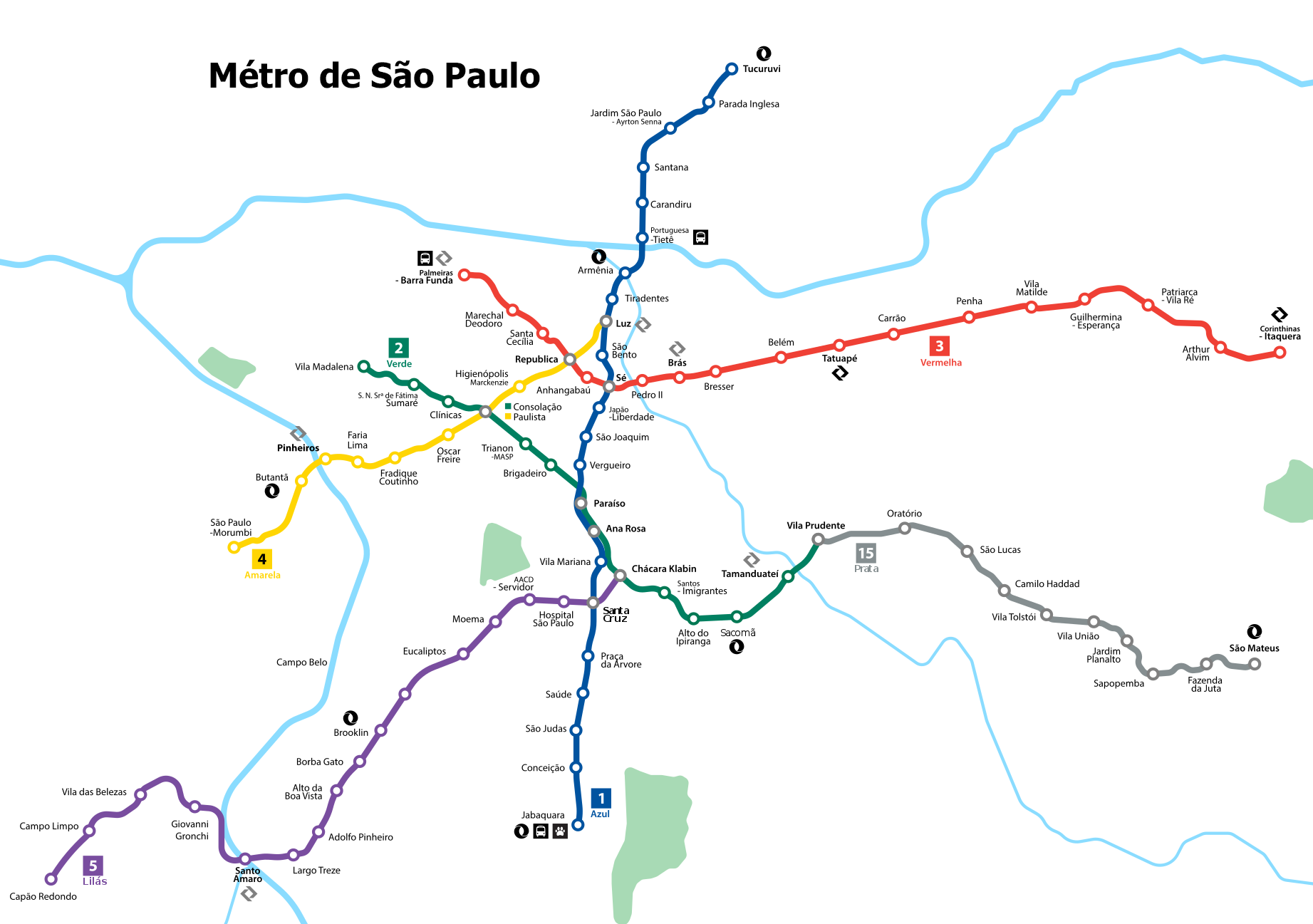
Plan du Métro de São Paulo 2020.

Établie en souterrain, la station Butantã est située sur la ligne 4 du métro de São Paulo (Jaune), entre les stations Pinheiros, en direction du terminus Luz, et São Paulo-Morumbi, en direction du terminus Vila Sônia.

## Histoire

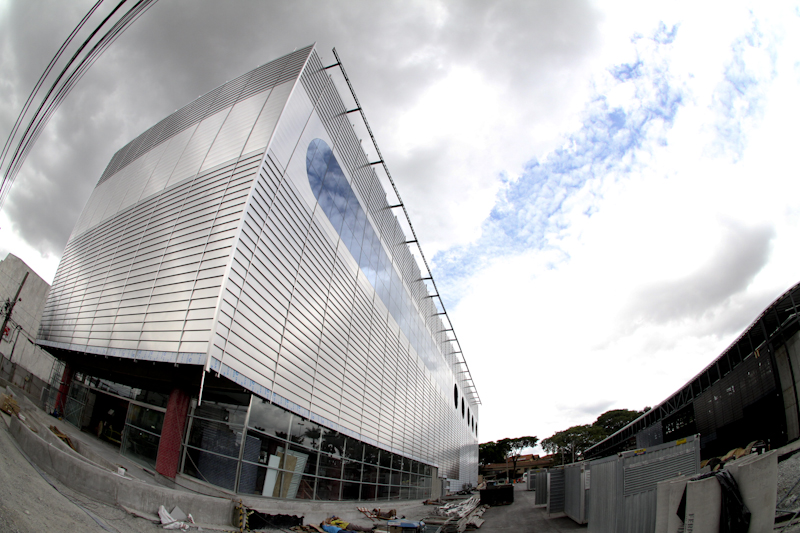
Station Butantã pendant l'achèvement des travaux.

Bien qu'initialement prévue pour ouvrir en 2010, au début 2011 la station n'est pas encore livrée, Jurandir Fernandes, secrétaire aux transports métropolitains de l'administration d'État depuis le 1er janvier a fixé une nouvelle échéance, la moitié de l'année, ensemble avec la station Pinheiros. Bien que le bilan à la fin de l'administration Alberto Goldman ait classé les stations Butantã et Pinheiros comme « prêtes », n'attendant que des tests, le nouveau gouvernement a annoncé qu'il y avait encore un manque de finition. La licence environnementale d'exploitation de la station a été obtenue de Cetesb en février. En conséquence, selon un rapport de Folha de S.Paulo, le métro aurait un objectif "non officiel" d'ouvrir la station en mars et la station Pinheiros en avril, qui devrait fonctionner aux heures de pointe jusqu'en juin.
À la mi-mars, les prévisions d'ouverture de la station Butantã sont devenues le 28 du même mois. Il était prévu que, dès la mise en service de la station, l’autorité municipale mettrait en service deux lignes reliant la station à l’université de São Paulo et à la gare de la Luz. Cette deuxième ligne fut désactivée lors de l'inauguration de la station Luz. Aujourd'hui, il existe trois lignes circulaires entre le terminal de Butantã et la cité universitaire Armando de Salles Oliveira, qui sont gratuites pour les étudiants, les employés et les professeurs de l'Université de São Paulo.
La station Butantã est ouverte au public le 28 mars 2011, fonctionnant en même temps que le reste de la ligne (du lundi au vendredi, de 8h à 15h) et avec une collecte de prix normale. La prévision initiale était que jusqu'en juin la station fonctionnerait aux heures normales, bien que seulement du lundi au vendredi. Le consortium s'attendait à ce que le nombre d'utilisateurs quotidiens de la ligne triplerait, passant de 19 000 à 57 000 après la mise en service de la station Butantã. La cérémonie d'inauguration a été marquée par des protestations des travailleurs du métro et des étudiants, les premiers à protester contre le gouverneur Geraldo Alckmin en raison de la technologie sans conducteur de la ligne, qui se passe de chauffeurs; ce dernier, contre le maire Gilberto Kassab, en raison de l'augmentation des tarifs des bus en janvier. De nombreuses personnes sont venues à la station à partir de 8 heures du matin ce jour-là, comme le métro l'avait annoncé sur son site internet, mais il y avait un retard dû à la présence des autorités, et les portes n'ont été ouvertes qu'à 10h25.
Contrairement aux deux autres stations de la ligne précédemment ouvertes, Butantã a déjà été ouverte avec un tarif. Le terminus de bus a commencé à fonctionner le même jour et aux mêmes heures, seules les deux lignes initialement prévues pour la période de fonctionnement assisté. Le complexe a été ouvert uniquement avec des toilettes chimiques disponibles pour les passagers, au terminus de bus, tandis que la station avait une pour les personnes handicapées. Malgré l'inauguration, de nombreuses maisons de la région ont encore subi des dommages structurels. Selon le consortium ViaAmarela, qui n'a pas divulgué le total par région, 1 010 propriétés avaient un problème structurel le long des travaux sur la ligne. L'ouverture a également changé la circulation dans le quartier, la rua MMDC devenant à sens unique le long d'un pâté de maisons et gagnant deux feu de circulation. Les stationnements de la région, quant à eux, s'attendaient à voir le flux de véhicules augmenter, et de nombreux prix à la hausse après l'inauguration de la station.
L'inauguration des stations Luz et República, le 15 septembre, a conduit à la création, le même jour, d'une nouvelle ligne au terminus de bus de la station Butantã, la reliant au terminus de bus Campo Limpo. Exactement un mois plus tard, le terminal est devenu le point final de dix-sept lignes interurbaines en provenance de l'ouest du Grand São Paulo. Comme le point final de ces lignes était le largo da Batata, à Pinheiros, une ligne circulaire a été créée du terminal à l'ancienne destination, gratuitement pour tous les utilisateurs dans les quatre premiers jours et ensuite uniquement pour ceux qui avaient le billet de bus métropolitain (BOM). Selon le Jornal da Tarde, "la majorité des personnes qui se sont rendues au Largo da Batata n'ont pas approuvé le changement". Le président de l'EMTU a déclaré à JT que l'intention était de faciliter l'intégration avec le métro, en particulier pour les passagers à destination du centre-ville, et de soulager le trafic dans la région de Largo da Batata. Un spécialiste entendu par le même journal a souscrit à l'initiative du point de vue du trafic, mais a souligné qu'il était contre la suppression des lignes du largo da Batata, qui "pénaliserait" de nombreux utilisateurs "sur une très courte distance".
La station se trouve sur l'avenida Vital Brasil, sans numéro, au coin de la rua Pirajussara. Elle est une station enterrée, avec des quais latéraux et des salles de support au-dessus du niveau de la surface, avec des structures en béton apparentes et une passerelle de distribution en structure métallique, fixée avec des tiges sur le quai. Les bureaux des employés de ViaQuatro et les locaux opérationnels et techniques sont situés dans des bâtiments extérieurs, ce qui aurait évité, selon le Métro, plusieurs expropriations. La station possède neuf tourniquets, quatorze escaliers mécaniques et cinq ascenseurs, ainsi que des portes palière sur les quais. Il a un accès pour les personnes handicapées et une intégration avec le terminus de bus urbain. Sa capacité a été conçue pour une moyenne de 35 000 voyageurs par jour.

## Services aux voyageurs

### Accès et accueil
La station dispose de trois accès avenue Vital Brasil, au n°427, rue Pirajussara, au n°438, et a Eng. Bianor, au n°78. Elle est accessible aux personnes à la mobilité réduite.

### Desserte
| Ligne                         | Terminus                  | Stations | Durée du voyage (min) | Intervalle entre les trains (min) | Opération                                                                  |
| ----------------------------- | ------------------------- | -------- | --------------------- | --------------------------------- | -------------------------------------------------------------------------- |
| Ligne 4 du métro de São Paulo | Luz ↔ São Paulo - Morumbi | 10       | 10                    | 2                                 | Tous les jours, de 4 h 40 à 0 h. Les samedis, de 4 h 40 à 1 h le dimanche. |

### Intermodalité
La station est en correspondance intégrée avec un terminus d'autobus métropolitain des lignes EMTU. Les liaisons sont avec les municipalités de Carapicuíba, Cotia, Embu das Artes, Itapevi, Osasco et Taboão da Serra, en plus des lignes SPTrans qui desservent la région ouest de São Paulo.

## Projets
La station est prévue pour être une station de correspondance, avec la future ligne 22 (Rebouças - Cotia) du Métro.

## À proximité
- Cité universitaire Armando de Salles Oliveira (pt)
- Institut Butantan
- Casa do Bandeirante
- Jockey Club de São Paulo (pt)